# 先进高能天体物理学望远镜
先进高能天体物理望远镜（英語：Advanced Telescope for High-ENergy Astrophysics），又名雅典娜号（英語：Athena）是欧洲航天局在其宇宙愿景计划中选择的一项X射线观测任务，以实现对炽热而活跃宇宙的科学探索。“雅典娜号”将在0.2-12千电子伏特能量范围内运行，并提供光谱和成像能力，在多个空间参数上同时超过当前运行的钱德拉和牛顿等X射线天文卫星至少一个数量级。

## 任务
该任务的主要目标是绘制热气体结构图，测定其物理性质，并搜索超大质量黑洞。

## 历史与发展
该任务起源于21世纪初的两项概念，即欧空局的X射線演變宇宙光譜任務（XEUS）和美国宇航局的星座X射线天文观测台（Con-X）。2008年前后，该两项提案合并为美国宇航局/欧空局/日本宇宙航空研究开发机构的國際X射線天文台（IXO）联合提案。2011年，国际X射线天文台项目被撤消，随后欧空局决定对该提案进行成本缩减修改，成为后来的“雅典娜号”。“雅典娜号”于2014年被选为第二项大型（L2）宇宙愿景任务，以探究炽热而活跃的宇宙科学主题。
“雅典娜号”任务的科学建议由“雅典娜号”科研团队（ASST）提供，该团队由来自社会的专家科学家组成。欧空局于于2014年7月16日任命了“雅典娜号”科研团队。欧空局的研究科学家和研究经理分别是马迪奥·瓜纳塞勒斯（Matteo Guainazzi）博士和马克·艾尔博士。“雅典娜号”于2019年11月12日成功完成了A轮任务制定审查，下一关键点预计是在2023年，欧空局科学计划委员会（SPC）准予在2034年的发射。

## 轨道
2034 年，阿丽亚娜6型运载火箭 将把“雅典娜号”发射到环绕日-地系统拉格朗日点2附近的大振幅晕轮轨道。选择环日-地拉格朗日点2的轨道是由于那里热环境稳定，空中能见度好，观测效率高。“雅典娜”每年将对多达 300 颗天体进行预定的观测，而特殊的“机会目标”模式将允许在4小时内对天空中50%随机发生的任何事件进行重新定位机动。

## 光学器件和仪器
“雅典娜”X射线天文台由一台12米焦距的X射线望远镜构成，其有效面积约1.4米2（1千电子伏时），同轴空间分辨率为5弧秒，在离轴30弧分时，空间分辨率下降至10弧秒以下。其反射镜基于欧空局的硅孔光学（SPO）技术，硅孔光学能提供极好的收集面与质量比，同时仍然提供了良好的角分辨率，它还得益于高技术储备水平和模块化设计，非常适合批量生产，以实现前所未有的望远镜探测区域。可移动反射镜组件可在任何给定时间将X射线聚焦到“雅典娜”两台仪器（广角相机和X射线积分视场单元，见下文）中的任何一个。
广角相机和X射线积分视场单元分别于2018年10月31日和2019年4月11日都成功通过了初步要求审查。 

### 广角相机(WFI)
广角相机(WFI) 是一台基于马克斯·普朗克学会半导体实验室所开发的独特硅P沟道耗尽型场效应晶体管技术制作的大视场光谱成像相机。P沟道耗尽型场效应晶体管(DEPFETs)具有出色的能量分辨率（<170电子伏特，7千电子伏特）、低噪声、快速读出和高时间分辨率，以及良好的耐辐射性。该仪器结合了针对40'x 40'瞬时天空区域宽视场观测优化过的大型探测器阵列，配备有一台独立的快速检测器，专门观测天空中最亮的X射线点源，具有高通量和低积存能力，加上“雅典娜”望远镜史无前例的有效面积和大视场，将在X射线成像光谱学方面提供突破性的能力。
广角相机由欧空局成员国组成的跨国联盟所开发，它由马克斯·普朗克地外物理研究所（DEU）牵头，合作伙伴包括德国（图宾根国际宇航科学院）、奥地利（维也纳大学）、丹麦（丹麦技术大学）、法国（斯特拉斯堡萨克雷核研究中心、意大利（博洛尼亚和巴勒莫義大利國家天文物理研究所）、波兰（波兰科学院空间研究中心和尼古拉斯·哥白尼天文中心）、英国（莱斯特大学、开放大学）、美国（宾夕法尼亚州立大学、斯拉克国家加速器实验室、麻省理工学院、史密松天体物理台）、瑞士（日内瓦大学）、葡萄牙（IA）和希腊（克里特大学、雅典天文台）。首席研究员为马克斯·普朗克地外物理研究所高能组主任基帕尔·南德拉(Kirpal Nandra)教授。

### X射线积分视场单元(X-IFU)
X射线积分视场单元是“雅典娜号”的低温X射线光谱仪，X射线积分视场单元将在5弧分（等效直径）六角视场上提供光谱分辨率要求为2.5电子伏特至7千电子伏特的空间分辨率X射线光谱。X射线积分视场单元的主探测器是由钼金超导转变边沿传感器制成的大尺寸阵列，耦合金和铋质吸收体，以提供所需的阻止能力。像素尺寸对应于略小于5弧秒天空，因此与X射线光学器件的角分辨率相匹配。与X射线积分视场单元相关的“雅典娜”探测目标，很大一部分有赖于对微弱扩展源的观测（如通过对星系团中热气体的观察以测量主体运动和湍流或其化学成分），并尽可能低的消除仪器背景，这主要通过在主焦平面阵列下添加第二台低温探测器来实现的。通过这种方式，可利用两台探测器同时探测到能量的时间一致性来排除粒子等非X射线事件。焦平面阵列、传感器和冷前端电子设备通过多级低温链在低于0.1K的稳定温度下冷却，多级低温链由一系列机械冷却器组装而成，接口温度分别为15K、4K、2K和0.3K，预冷却是一台由氦3吸附式冷却器和一台隔热消磁冰箱 （页面存档备份，存于）构成的亚开尔文冷却器。每次观察时会通过自动调节X射线源，同步进行数据校准，以达到目标光谱分辨率所需的能量标准。虽然每一像素都提供了一个高分辨率X射线光谱的积分视场单元，但“雅典娜号”反射镜的散焦能力能使聚焦光束分布在数百个传感器上。因此，X射线积分视场单元将能够观察到非常明亮的X射线源。它或将以此作为标称分辨率，用于探测被认为存在于暖-热星系间介质中的重子，使用明亮的伽马射线爆余辉，作为背景源照射宇宙网；或以3-10电子伏特的光谱分辨率，用于测量明亮X射线双星的自旋并描述在光谱特征最强（超过5千电子伏特）能量下的气流和流出物。 
截至2018年12月，当欧洲航天局正式认定X射线积分视场单元联盟为“雅典娜号”仪器提供方时，该联盟已聚集了11个欧洲国家（比利时、捷克共和国、芬兰、法国、德国、爱尔兰、意大利、荷兰、波兰、西班牙、瑞士），加上日本和美国，涉及50多家研究机构。其首席研究员为图卢兹（法国国家太空研究中心/图卢兹第三大学天体物理学和行星学研究所）主任迪迪埃·巴雷特(Didier Barret)博士，荷兰空间研究所简·威廉·登·赫德(Jan Willem den Herder)博士和義大利國家天文物理研究所下辖空间天体物理学和行星学研究所的路易吉·皮罗(Luigi Piro)博士则为联合首席研究员。法国国家太空研究中心管理该项目，并代表联合体负责向欧空局交付仪器。

## “雅典娜号”科学目标
“炽热而活跃宇宙”的科学主题围绕天体物理学中两个基本问题展开：普通物质如何构成了我们今天所看到的大规模结构？黑洞如何成长和塑造宇宙？这两个问题只能通过灵敏的X射线空间天文台来回答。它的科学性能组合在有效面积、弱感光度、测量速度等数种空间参数上超过任何现有或已计划的X射线任务一个数量级以上，仅举几例。“雅典娜号”将对大范围天体进行非常灵敏的测量。它将探究弥漫在星系团星系际空间的热等离子体化学演化、搜寻暖-热星系间介质难以捉摸的观测特征、调查吸积黑洞在全质谱中喷出的强劲外流，研究它们对宿主星系的影响，并确定活动星系核（AGN）相对稀少种群的大尺度样本，这些样本是理解吸积黑洞和星系并行宇宙演化的关键，其中包括高度模糊和高红移（z≥6）活动星系核。此外，“雅典娜号”将是一台向整个天文界开放的X射线天文台，具有发现未知和意外现象的巨大潜力，旨在现代天体物理学几乎所有领域提供广泛的发现。它代表了X射线对将于2030年后投入运行的大型观测设施的贡献（包括平方千米阵、欧洲极大望远镜、阿塔卡马大型毫米波/亚毫米波阵列、丽莎号…）。 

## 雅典娜社区办公室
“雅典娜号”科学研究团队（ASST）成立了“雅典娜号”社区办公室（ACO）以获取在执行欧空局所分配任务时的支持，尤其是作为“广大科学界利益协调中心”助理的角色。目前，该社区由分布于世界各地的800多名会员组成。
雅典娜社区办公室旨在成为促进“雅典娜”活动与整个科技界之间科学交流的协调中心，并向公众传播“雅典娜号”的科学目标。雅典娜社区办公室的主要任务可分为三类：
- 组织和优化社区工作，在多个方面协助“雅典娜号”科学研究团队，例如通过举办会议和研讨会或协助制作科学研究团队的文件，在研究领域帮助提升“雅典娜号”的科研能力，包括确定20世纪30年代早期“雅典娜号”与其他观测设施之间科学协作关系的白皮书。
- 定期在“雅典娜”门户网站和社交渠道上发布时事通讯 （页面存档备份，存于）、简要新闻、每周动态，让“雅典娜”社区了解项目的状态。
- 开展趣味交流和外展服务，即“雅典娜”金块 （页面存档备份，存于）。

雅典娜社区办公室由坎塔布里亚物理研究 （页面存档备份，存于）所主持，其它参与方有日内瓦大学、马克斯·普朗克地外物理研究所(MPE)。

## 另请查看
- 光谱-伦琴-伽马（Spektr-RG）-俄罗斯-德国高能天体物理空间天文台。
- 拟议的空间天文台列表
- 林克斯X射线天文台，一架具有更高角分辨率、灵敏度和光谱能力的太空望远镜。
- X射线成像和光谱任务，“雅典娜号”探路者任务。